# ОШ „Светозар Марковић” Бродарево
ОШ „Светозар Марковић” Бродарево, у насељеном месту на територији општине Пријепоље, матична је осморазредна школа, која у свом саставу има и издвојена одељења у:
- Завинограђу
- Комарану
- Потоку
- Слатини
- Заступу
- Гостуну
- Горњим Страњанима
- Матаругама
- Ивезићима
- Брајковцу